# Victoriano Aguilar
Victoriano Aguilar (Buenos Aires, Virreinato del Río de la Plata, 1790 - Buenos Aires, Argentina, 1855) fue un militar argentino que participó en la guerra civil de ese país y fue durante muchos años edecán del gobernador de Buenos Aires, Juan Manuel de Rosas.

## Biografía
Se enroló en el Regimiento de Patricios para combatir a las Invasiones Inglesas en 1806]. Se le confió la custodia del general enemigo William Carr Beresford en Luján, pero lo entregó a Saturnino Rodríguez Peña y Manuel Aniceto Padilla sin más garantía que su palabra, y estos lo pusieron en libertad. Participó en la defensa de Buenos Aires al año siguiente. 
Pasó al regimiento de Húsares, y se destacó en la represión de la asonada de Álzaga el 1 de enero de 1809.
Después de la Revolución de Mayo participó del sitio de Montevideo a órdenes de José Rondeau y Carlos María de Alvear.
Formó parte de las fuerzas que invadieron la provincia de Santa Fe a órdenes de Juan Ramón Balcarce y Juan José Viamonte. Tuvo una activa participación en los hechos de la Anarquía del Año XX.
Al año siguiente fue el comandante de la frontera con los indígenas en el fuerte de Salto. Poco después regresó a Buenos Aires, y desde entonces permaneció en la guarnición de la capital. En 1823 fue el encargado de llevar a Buenos Aires a los dos escuadrones que el gobernador de la provincia de Entre Ríos, Lucio Norberto Mansilla, entregó a Buenos Aires a cambio de dinero.
En 1828 intentó oponerse a la revolución de Juan Lavalle, y al año siguiente participó en la batalla de Puente de Márquez y en el sitio de la ciudad.
En 1833 participó en la Revolución de los Restauradores contra Balcarce. Leal a Juan Manuel de Rosas, fue durante muchos años, alternativamente, edecán de Rosas y comandante del fuerte de Buenos Aires. Tuvo una actuación destacada como intermediario entre Rosas y los visitantes que éste recibía.
Durante los días que siguieron a la batalla de Caseros, tuvo actuación destacada en la represión de los desórdenes y saqueos que provocaban tanto los vencedores como los vencidos. Justo José de Urquiza lo nombró comandante del fuerte de la capital. Después de la revolución del 11 de septiembre de 1852 –en la que no participó– colaboró en la defensa durante el sitio de Buenos Aires.
Obtuvo el retiro en 1853, con el grado de coronel. Falleció en Buenos Aires dos años más tarde.